# Sarah Silverman
Pour les articles homonymes, voir Silverman.
Sarah Kate Silverman (née le 1er décembre 1970) est une comédienne de stand-up, actrice, chanteuse, productrice et écrivaine américaine. Sa comédie aborde les tabous sociaux et les sujets controversés, tels que le racisme, le sexisme, la politique et la religion, et son personnage comique les approuve parfois de manière satirique ou pince-sans-rire,. Pour son travail à la télévision, elle a remporté deux Primetime Emmy Awards . 
Elle est autrice et interprète dans Saturday Night Live, et joue et produit The Sarah Silverman Program, entre 2007 et 2010 sur Comedy Central, pour lequel elle est nommée pour un Primetime Emmy Award pour Meilleure actrice principale dans une série humoristique. Elle publie une autobiographie The Bedwetter en 2010. Elle est également apparue dans d'autres programmes télévisés, tels que Mr. Show et VIP, et a joué dans des films, dont Who's the Caboose? (1997), School of Rock (2003), Wreck-It Ralph (2012), A Million Ways to Die in the West (2014) et Ralph brise l'Internet (2018). En 2015, elle joue dans le drame I Smile Back, pour lequel elle a été nommée pour un Screen Actors Guild Award pour la performance exceptionnelle d'une actrice dans un rôle principal . 
Lors des élections de 2016, elle devient de plus en plus active politiquement; elle fait d'abord campagne pour Bernie Sanders et a ensuite pris la parole en faveur d'Hillary Clinton lors de la Convention nationale démocrate de 2016,. Elle anime le talk-show de fin de soirée de la télévision Web Hulu I Love You, America avec Sarah Silverman de 2017 à fin 2018. 

## Jeunesse
Sarah Silverman est née à Bedford, New Hampshire,, de Beth Ann (née Halpin, plus tard O'Hara; 1941–2015)  et Donald Silverman. Elle est élevée à Manchester, New Hampshire . Beth a été la photographe de campagne personnelle de George McGovern et a fondé la compagnie de théâtre New Thalian Players, tandis que Donald a suivi une formation de travailleur social et dirigeait également le magasin de vêtements Crazy Sophie's Outlet,. Ses parents ont divorcé et ont ensuite épousé d'autres personnes,. Elle est la plus jeune de cinq frères et sœurs. Ses sœurs sont le rabbin réformiste Susan Silverman, l'écrivaine Jodyne Speyer et l'actrice Laura Silverman ; son frère Jeffrey Michael est mort quand il avait trois mois. Née dans une famille juive elle se considère laïque et non religieuse,,. Elle était présente lorsque des femmes ont allumé des menorahs au Mur occidental pour la première fois, en décembre 2014. Ses ancêtres venaient de Pologne et de Russie.  
Elle se produit pour la première fois dans un spectacle de stand-up à Boston à l'âge de 17 ans. Elle décrit sa performance comme «horrible». Après avoir obtenu son diplôme de la Derryfield School de Manchester (promotion 1989), elle fréquente l'Université de New York pendant un an mais n'obtient pas son diplôme. Elle se produit néanmoins au Greenwich Village,,,.

## Carrière

### 1992–2007: début de carrière etJesus Is Magic
Après avoir commencé sa carrière de stand-up en 1992, Sarah Silverman fait partie de la saison 1993–94 de Saturday Night Live (SNL) pendant 18 semaines en tant qu'écrivaine et actrice vedette. Elle est licenciée après une saison. Un seul des sketches qu'elle a écrits a survécu à la répétition générale et aucun n'a été diffusé, bien qu'elle apparaisse dans l'émission en tant que membre de la distribution dans des sketches, généralement dans des rôles secondaires plus petits. Bob Odenkirk, un ancien écrivain de SNL, explique : «Je pouvais voir comment cela ne fonctionnerait pas chez SNL parce qu'elle a sa propre voix, elle est vraiment Sarah Silverman tout le temps. Elle peut jouer un personnage mais elle ne disparaît pas dans le personnage - elle fait d'elle le personnage ». Elle déclare qu'elle n'était pas prête pour SNL lorsqu'elle a obtenu le poste. Elle déclare que son licenciement lui a fait mal pendant un an, mais qu'après cela, rien ne pourra lui faire de mal. Elle considère que sa période dans l'émission SNL est l'une des principales raisons pour lesquelles elle a été si difficile dans sa carrière. Elle exprime par la suite de la reconnaissance quant au fait de ne pas être restée longtemps dans SNL car cela n'a pas fini par la définir. Elle parodie la situation en apparaissant dans l'épisode de The Larry Sanders Show, The New Writer (1996), jouant la nouvelle écrivaine de Sanders, dont les blagues ne sont pas utilisées en raison du chauvinisme et des préjugés du comédien en chef masculin, qui favorise les blagues de ses coauteurs masculins. Elle apparait dans trois épisodes de Larry Sanders au cours de ses deux dernières saisons. 
Elle joue également dans la série humoristique de sketchs de HBO Mr. Show (1995–1997) et le rôle principal dans le film indépendant de 1997 Who's the Caboose?, à propos d'un duo de comédiens new-yorkais (Elle et le réalisateur Sam Seder) se rendant à Los Angeles pendant la saison pilote pour tenter de participer à une série télévisée ; le film met en vedette de nombreux jeunes comédiens dans des rôles de soutien, mais n'est jamais diffusé en salles. Ils réalisent ensuite une suite de six épisodes de la série télévisée intitulée Pilot Season dans laquelle elle joue le même personnage et Seder réalise de nouveau. Elle fait ses débuts de comédie de stand-up collectif sur le Late Show avec David Letterman le 3 juillet 1997,. 
Elle fait plusieurs apparitions dans des programmes télévisés, notamment sur Star Trek: Voyager dans l'épisode de voyage dans le temps en deux parties Future's End (1996); Seinfeld dans l'épisode The Money (1997); VIP dans l'épisode 48 heures (2002); Greg the Bunny en personnage régulier (2002); et sur la comédie télévisée de marionnettes Crank Yankers dans le rôle de la voix de Hadassah Guberman (depuis 2002). Elle joue de petits rôles dans les films There Something About Mary, Say It Is not So, School of Rock, The Way of the Gun, Overnight Delivery, Screwed, Heartbreakers, Evolution, School for Scoundrels et Rent, jouant un mélange de rôles comiques et des rôles sérieux. 
En 2005, elle sort un film de concert, Sarah Silverman: Jesus Is Magic, basé sur son one-woman show du même nom. Liam Lynch réalise le film, distribué par Roadside Attractions. Il reçoit 64% de notes positives sur la base de 84 critiques sur le site Web d'agrégateur de critiques de cinéma Rotten Tomatoes, et gagne environ 1,3 $ million au box-office . Dans le cadre de la campagne publicitaire du film, elle apparait en ligne dans Slate en tant que sujet de couverture du magazine Heeb et dans les roasts sur Comedy Central de Pamela Anderson et Hugh Hefner . 
Elle joue une thérapeute dans un sketch pour un DVD bonus de l'album Lullabies to Paralyze du groupe Queens of the Stone Age. Elle apparaît à la fin du clip du groupe américain de glam metal Steel Panther Death To All But Metal. Sur Jimmy Kimmel Live!, elle parodie des sketchs de Chappelle's Show, rejouant les performances de Dave Chappelle de Rick James et "Tyrone" ainsi qu'un personnage de Donnell Rawlings basé sur la minisérie Roots. En 2006, elle se classe 50e sur la liste Maxim Hot 100. En 2007, elle se classe 29e et apparait sur la couverture.

### 2007-2010:The Sarah Silverman Program

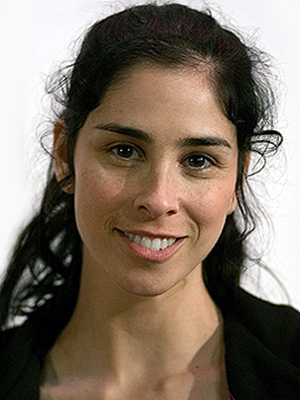
Sarah Silverman au Tribeca Film Festival en 2007.

Sa sitcom télévisée The Sarah Silverman Program est diffusée sur Comedy Central en février 2007 ; la série réunit 1,81 million de téléspectateurs , et dépeint les aventures quotidiennes des versions fictives de Sarah Silverman, de sa sœur Laura et de leurs amis. Un certain nombre d'acteurs comiques de M. Show apparaissent sur The Sarah Silverman Program. Elle est nommée pour un Primetime Emmy Award pour son rôle. Lors de la cérémonie de remise des prix, elle porte une fausse moustache. Comedy Central annule le programme après trois saisons.  
En juin 2007, elle présente les MTV Movie Awards. Lors de sa première partie, elle commente la peine de prison à venir de Paris Hilton, présente dans le public, en disant : « Dans quelques jours, Paris Hilton va en prison. En fait, j'ai entendu dire que pour qu'elle se sente plus à l'aise en prison, les gardiens vont peindre les barreaux pour qu'ils ressemblent à des pénis. Je pense que ce n'est pas non plus une bonne idée. Je crains juste qu'elle se casse les dents sur ces choses ». En septembre 2007, elle apparait aux MTV Video Music Awards. Au moment du retour de Britney Spears sur scène, Sarah Silverman se moque d'elle, en disant : « Wow, elle est incroyable. Je veux dire, elle a 25 ans et elle a déjà accompli tout ce qu'elle va accomplir dans sa vie ». Elle se moque aussi, ouvertement, des enfants de Britney Spears.
Sa prestation ce soir là est considérée par beaucoup  comme la pire prestation de l’histoire des MTV Video Music Awards. 
En janvier 2008, elle apparait sur Jimmy Kimmel Live! pour montrer à Jimmy Kimmel, son petit ami à l'époque, une vidéo spéciale. La vidéo s'avère être une chanson intitulée I'm Fucking Matt Damon dans laquelle elle et Matt Damon ont chanté un duo sur le fait d'avoir une liaison derrière le dos de Kimmel. La vidéo créée un buzz instantané sur YouTube. Elle remporte un Primetime Emmy Award pour musique et paroles originales exceptionnelles aux 60ème Primetime Emmy Awards . Kimmel répond avec sa propre vidéo un mois plus tard avec l'ami de Damon, Ben Affleck, qui enrôle une panoplie de stars pour enregistrer la chanson de Kimmel I'm Fucking Ben Affleck. Le 13 septembre 2008, elle remporte un Creative Arts Emmy Award pour avoir écrit la chanson I'm Fucking Matt Damon. Elle fait une apparition sur la chaîne USA Network dans la série Monk dans le personnage de Marci Maven. Elle revenue dans le premier épisode de la sixième saison et pour le 100ème épisode. Selon le commentaire audio sur le DVD Clerks II, le réalisateur Kevin Smith lui avait offert le rôle qui est finalement attribué à Rosario Dawson, mais elle le refuse par peur d'être classée dans des "rôles de petite amie". Cependant, elle a dit à Smith que le scénario était "vraiment drôle" et mentionne que si le rôle de Randal Graves lui était offert, elle "le ferait en un clin d'œil". Elle apparaît dans Strange Powers, le documentaire de 2009 de Kerthy Fix et Gail O'Hara sur l'auteur-compositeur culte Stephin Merritt et son groupe The Magnetic Fields . Elle écrit ses mémoires fictives, The Bedwetter: Stories of Courage, Redemption, and Pee, qui est publié en 2010.

### Depuis 2011:Take This Waltzet d'autres projets
Sarah Silverman joue Geraldine aux côtés de Michelle Williams et Seth Rogen dans Take This Waltz, écrit et réalisé par Sarah Polley. Le film est bien accueilli lors de sa première à Toronto en 2011 et repris par Magnolia pour une distribution aux États-Unis à l'été 2012. Au Festival international du film de Toronto, elle déclare à la presse qu'elle a délibérément pris du poids pour le rôle, qui nécessitait une scène de nu, soulignant que Polley voulait « de vrais corps et de vraies femmes ». Dans les interviews, elle avertit les fans de ne pas en attendre trop. Cependant, elle déclare plus tard à la podcasteuse et auteure Julie Klausner qu'elle n'a pas vraiment pris de poids pour le rôle et que les déclarations étaient censées être de l'autodérision.  
Le 20 septembre 2012, elle fait un message d'intérêt public (PSA) critiquant les nouvelles lois d'identification des électeurs qui créent des obstacles pour certains groupes à voter à l'élection présidentielle de novembre, c'est-à-dire les citoyens jeunes, vieux, pauvres et issus de minorités. Le projet est financé par le Conseil juif pour l'éducation et la recherche (JCER) et coproduit par Mik Moore et Ari Wallach (le couple qui a également coproduit The Great Schlep et Scissor Sheldon).  
Elle double Vanellope von Schweetz, l'un des personnages principaux du film d'animation Disney 2012 Les Mondes de Ralph. Elle fait partie de l'équipe créative qui écrit et produit le contenu de la chaîne de comédie YouTube appelée Jash. Les autres partenaires sont Michael Cera, Reggie Watts et Tim Heidecker et Eric Wareheim (également connu sous le nom de Tim & Eric). La chaîne JASH est créée en ligne le 10 mars 2013,,,. Dans la comédie-western de Seth MacFarlane, Albert à l'ouest, elle joue Ruth, une prostituée, amoureuse d'Edward (Giovanni Ribisi). Il sort le 30 mai 2014. 
En 2013, HBO annonce que Sarah Silverman sera la vedette avec Patti LuPone et Topher Grace dans un pilote de comédie de situation appelé People in New Jersey, produit par Lorne Michaels qui vient également de SNL. Le pilote n'est pas transformé en série. 
De 2017 à 2018, elle anime l'émission -débat de fin de soirée de la télévision Web Hulu I Love You, America avec Sarah Silverman. Le 10 octobre 2019, elle est présente dans un documentaire YouTube de 30 minutes intitulé Laughing Matters, créé par SoulPancake en collaboration avec Funny or Die, dans lequel divers comédiens discutent de la santé mentale.

## Controverses

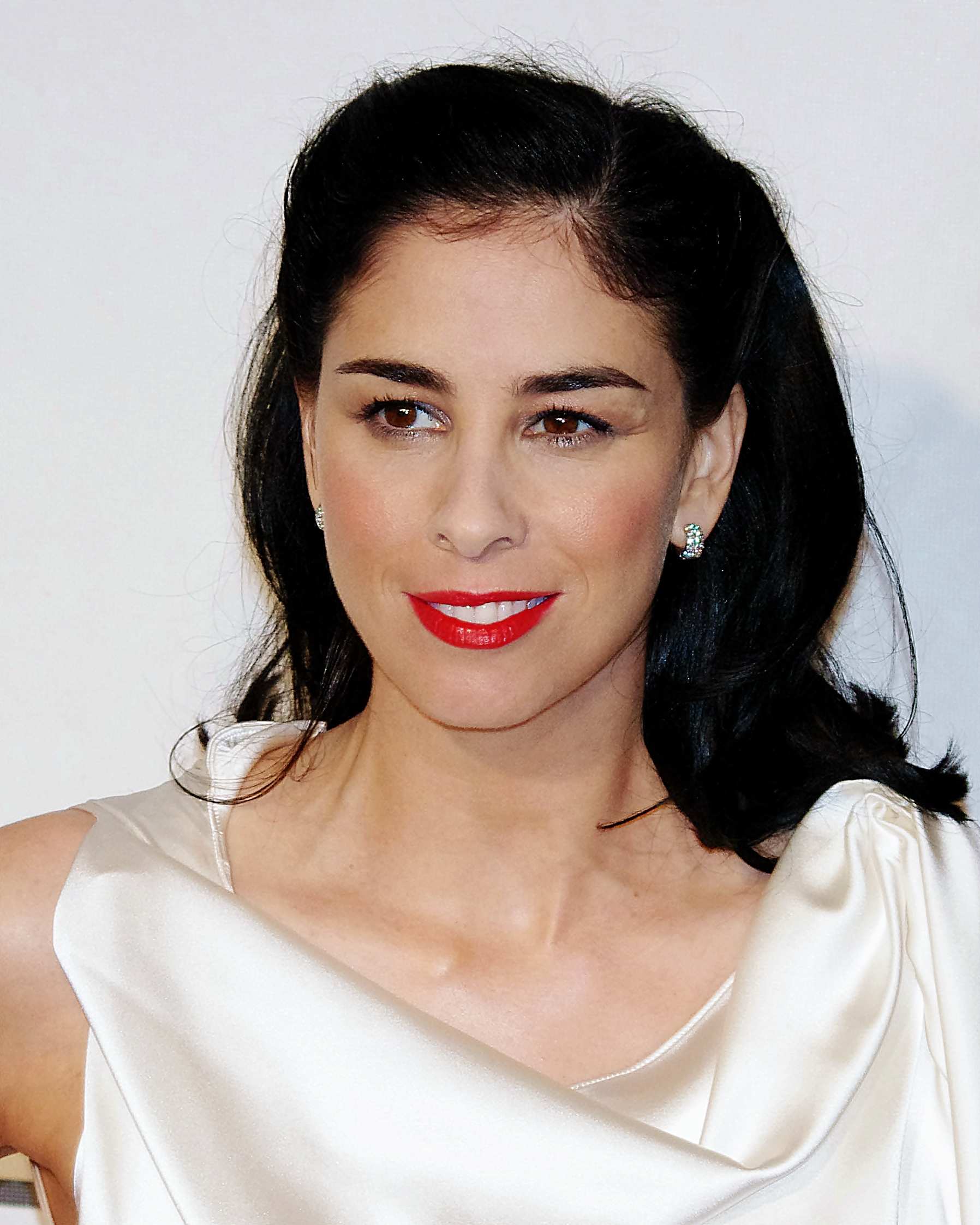
Sarah Silverman au festival Tribeca Film en 2012.

Dans une interview de juillet 2001 sur NBC dans le Late Night avec Conan O'Brien, Sarah Silverman utilise l'insulte ethnique « chink (en) » pour expliquer qu'une amie lui avait permis d'éviter le devoir de juré en écrivant une insulte raciale sur le formulaire de sélection, « quelque chose d'inapproprié, comme : "Je déteste les chinks". ». Elle précise qu'elle a décidé qu'elle ne voulait pas être considérée comme raciste, alors « j'ai écrit : "j'aime les chinks". Et qui ne l'aurait pas fait ? ». Elle explique que la blague est une satire du processus de pensée raciste. Guy Aoki du Media Action Network for Asian Americans (MANAA) s'est opposé à son utilisation de l'insulte. NBC et O'Brien se sont excusés, mais pas elle. Plus tard, apparaissant sur Politiquement incorrect en juillet et août 2001, elle remet en question la sincérité d'Aoki, l'accusant d'exploiter l'opportunité de faire de la publicité. Dans un épisode ultérieur, Aoki apparait avec Sarah Silverman et déclare qu'il n'accepte pas son explication, disant que ce n'était pas une satire réussie et que les comédiens devraient consulter des groupes comme le sien avant de tenir de tels propos. Elle déclare dans une interview à NPR Fresh Air qu'on lui avait demandé de répéter la blague sur Politiquement incorrect, entre autres, mais qu'elle l'a finalement abandonnée parce qu'elle sentait qu'elle devenait obsolète. Elle a utilisé depuis cet épisode pour son numéro de stand-up, affirmant que l'expérience lui avait permis de comprendre la leçon importante que le racisme est mauvais puis plaisantant : « Et je veux dire mauvais, dans le sens le plus noir » . 
Une controverse mineure surgit au sujet de la performance de Sarah Silverman dans le film documentaire Les Aristocrates (2005). Le film la montre en train de faire la blague des Aristocrates - un échantillon d'art transgressif raconté par de nombreux comédiens depuis l'ère du vaudeville - comme s'il s'agissait d'un récit autobiographique de sa vie en tant enfant actrice pornographique. Dans le cadre du sketch, elle mentionne que Joe Franklin, une personnalité connue de la radio et de la télévision new-yorkaise, lui demanderait de jouer en privé pour lui dans son appartement, et comme punchline, déclare « Joe Franklin m'a violée ». Après la sortie du film, Franklin exprime avoir été offensé par le fait que Sarah Silverman ait utilisé son nom et avoir envisagé de la poursuivre. Un mois plus tard, le New York Times note qu'il restait indécis, mais a déclaré : « La meilleure chose que je puisse faire est de donner à Sarah de meilleurs auteurs pour qu'elle ait des textes plus drôles ». 
Dans un épisode de 2007 de The Sarah Silverman Show, elle joue un personnage dans un sketch faisant un blackface et déclarant « Je ressemble à la belle Queen Latifah. ». Dans un épisode de 2019 du podcast Bill Simmons, Silverman révèle que ce sketch l'a fait renvoyer d'un film dont le nom n'est pas mentionné,,,.

## Vie privée
Elle est devenue végétarienne à l'âge de 10 ans. Elle s'est ouverte sur sa bataille de toute une vie contre la dépression clinique, qui à un moment donné l'a amenée à développer une dépendance au Xanax . Elle a attribué ses problèmes de santé émotionnelle ultérieurs à la prise du médicament Zoloft. Elle a lutté contre l'énurésie nocturne depuis l'enfance jusqu'à l'adolescence et déclare dans une interview en 2007 avoir encore mouillé son lit récemment.  
Son autobiographie, publiée en avril 2010, intitulée The Bedwetter, explore le sujet de l'énurésie ainsi que d'autres histoires personnelles de sa vie. Elle a déclaré qu'elle ne voulait pas se marier tant que les couples de même sexe ne le pouvaient pas. En 2014, elle tweete «Je viens de lire que je veux me marier, ce qui est hilarant parce que je ne me marierai jamais», ajoutant : «Pourquoi voudrais-je que le gouvernement s'implique dans ma vie amoureuse ? Ew. C'est barbare ».  
Elle déclare qu'elle ne veut pas avoir d'enfants biologiques car «il n'y a que des millions d'enfants qui n'ont pas de parents» dans le monde et pour éviter le risque qu'ils héritent de sa dépression. En 2017, elle déclare qu'elle a donné la priorité à sa carrière artistique, constamment en tournée, au lieu de la maternité.  
Sa vraie sœur, Laura, joue sa sœur dans le programme Sarah Silverman. Sa sœur aînée, Susan, est un rabbin qui vit à Jérusalem avec son mari, Yosef Abramowitz, cofondateur et président de Arava Power Company, et leurs cinq enfants,,. Elle se considère culturellement juive, ce qu'elle a fréquemment utilisé dans ses sketchs, mais dit qu'elle est agnostique et ne suit pas le judaïsme, déclarant : « Je n'ai pas de religion. Mais culturellement, je ne peux pas y échapper ; Je suis très juive »,
Elle a été en couple avec le comédien et collègue écrivain SNL Dave Attell. Silverman commence à sortir avec Jimmy Kimmel en 2002. Elle évoque la relation dans une partie de ses spectacles, en plaisantant : « Je suis juive, mais je porte parfois cette médaille de Saint-Christophe ; mon petit ami est catholique - mais vous savez... c'était mignon comme il me l'a donné. Il dit que si ça ne brûle pas un trou à travers ma peau, ça me protégera.  ». Le couple se sépare en mars 2009. Aux Emmy Awards en août 2014, Silverman indique qu'elle et l'acteur gallois Michael Sheen sont en couple. Silverman a déclaré en février 2018 qu'ils se sont séparés pendant les vacances,. 
En juillet 2016, elle passe une semaine dans l'unité de soins intensifs de l'hôpital Cedars Sinai à cause d'une épiglottite,,,. 
Dans une interview sur The Howard Stern Show en octobre 2018, elle révèle qu'elle est l'une des nombreuses comédiennes à avoir vu son compatriote Louis C.K. se masturber, ce qui, selon elle, était un acte consensuel. Elle estime que l'acte n'était pas abusif, en raison de l'absence de différentiel de pouvoir entre les deux.

## Politique et activisme
En 2015, elle signe une lettre ouverte pour laquelle la Campagne ONE recueille des signatures ; et qui est adressée à Angela Merkel et Nkosazana Dlamini-Zuma, les exhortant à se concentrer sur les femmes, puisqu'elles sont respectivement à la tête du G7 en Allemagne et de l'UA en Éthiopie, qui commenceront à définir les priorités en matière de financement du développement avant un sommet principal des Nations unies en septembre 2015 qui établira de nouveaux objectifs de développement pour la génération.  
Avant l'élection présidentielle américaine de 2016, elle est devenue de plus en plus active politiquement. En 2015, elle soutient le sénateur du Vermont Bernie Sanders pour le poste de président des États-Unis, en disant : "Il dit ce qu'il veut dire et il pense ce qu'il dit et il n'est pas à vendre." Elle a précédemment présenté Sanders lors d'un rassemblement à Los Angeles, en Californie, qui a attiré un public de plus de 27 500 personnes
Elle soutient d'abord Sanders et, à la suite de la nomination démocrate, prend la parole en faveur d'Hillary Clinton lors de la Convention nationale démocrate de 2016. Dans son discours à la convention, elle exhorte les autres partisans de Sanders à soutenir Clinton et, plus tard, au milieu des huées de certains partisans de Sanders, déclare : "Puis-je simplement m'exprimer ? Pour les tenants de «Bernie ou Bust», vous êtes ridicules »,. Le Washington Post et Politico qualifient ce moment de l'un des moments les plus mémorables de la nuit,. Le New York Times qualifie son discours de «bouffée d'air frais». Michael Grunwald de Politico invente le terme «démocrates Silverman» pour les partisans de Sanders qui ont suivi son conseil de soutenir Clinton à l'élection présidentielle.  
En plus de discuter de son utilisation régulière de marijuana sur Conan et aux 66e Primetime Emmy Awards, elle prend la parole contre les préjugés raciaux et les arrestations injustes pour possession de marijuana. Elle soutient |es programmes de justice sociale pour trouver des opportunités de travail pour les délinquants non violents et fait partie des soutiens principaux de la campagne Lowell Herb Co, visant à mettre fin à l'interdiction de la marijuana aux États-Unis. 
Elle fait campagne de nouveau pour Bernie Sanders pour l'élection présidentielle américaine de 2020.

## Filmographie

### Comme actrice

#### Télévision
- 1993 : Saturday Night Live (série télévisée) : divers rôles (1993-1994)
- 1996 : Star Trek: Voyager : Rain Robinson (Saison 3, épisodes 8 et 9 (Futures End, part I et II))
- 1997 : Seinfeld : Emily (Saison 8, épisode 12 "The Money")
- 1997 : JAG (série télévisée) : Lieutenant Shiparelli (Saison 3, épisode 4)
- 1998 : Mr. Show and the Incredible, Fantastical News Report (TV) : Picketing Woman
- 1999 : Smog (TV)
- 1999 : Late Last Night (TV) : Jen
- 2000 : Rocky Times (TV) : Kate
- 2002 : Saddle Rash (TV) : Hanna Headstrong (voix)
- 2002 : Greg the Bunny (série télévisée) : Alison Kaiser
- 2004 : Monk : Marci Maven (Saison 2 : épisode 12, saison 6 : épisode 1)
- 2004 : Pilot Season (feuilleton TV) : Susan Underman
- 2005 : Eminem's Making the Ass (TV) : Hadassah (voix)
- 2006 : Sarah Silverman Comedy Central Pilot (TV) : Sarah Silverman
- 2007-2008 : Monk : Marci Maven (Saison 6, épisode 1 et saison 7, épisode 7)
- 2010 : Les Simpson : Voix de Nikki McKenna (Saison 21, épisode 15)
- 2011 : Childrens Hospital : Freckles (saison 3 épisode 2)
- 2012 : Louie (série télévisée) : elle-même (Saison 3, épisodes 7 et 8)
- 2012 : Les Simpson : Voix de Nikki McKenna (Saison 24, épisode 1)
- 2014 : Les Simpson : Voix de Sarah Silverman (Saison 26, épisode 1)
- 2015 : Masters of Sex : Helen

#### Cinéma
- 1997 : Who's the Caboose? : Susan Underman
- 1998 : Livraison Express : Turran
- 1998 : Bulworth : Second American Politics Assistant
- 1998 : Mary à tout prix (There's Something About Mary) : Brenda
- 1999 : Le Célibataire (The Bachelor) : Carolyn
- 2000 : De quelle planète viens-tu ? (What Planet Are You From?) : Woman on Plane
- 2000 : Miss Grippe-sou (Screwed) : Hillary
- 2000 : Way of the Gun : Raving Bitch
- 2001 : Black Days
- 2001 : Trop, c'est trop ! (Say It Isn't So) : Gina
- 2001 : Beautés empoisonnées (Heartbreakers) : Linda
- 2001 : Évolution : Denise
- 2002 : Run Ronnie Run : Network Executive #3
- 2002 : Strippers Pole (court métrage) : Actress
- 2003 : Rock Academy (The School of Rock) : Patty Di Marco
- 2004 : Nobody's Perfect
- 2004 : Hair High : Cherri (voix)
- 2005 : Rent de Chris Columbus : Alexi Darling
- 2006 : I Want Someone to Eat Cheese With de Jeff Garlin : Beth
- 2009 : Funny People : elle-même
- 2009 : Saint John of Las Vegas : Jill
- 2010 : Peep World de Barry W. Blaustein (en)
- 2011 : Take This Waltz : Géraldine
- 2011 : Les Muppets, le retour : Greeter
- 2012 : Les Mondes de Ralph (Wreck-It Ralph) : Vanellope von Schweetz (voix Originale)
- 2014 : Albert à l'ouest de Seth MacFarlane : Ruth
- 2015 : I Smile Back de Adam Salky : Laney
- 2015 : Ashby de Tony McNamara: June Wallis
- 2017 : The Book of Henry de Colin Trevorrow : Sheila
- 2017 : Battle of the Sexes de Jonathan Dayton et Valerie Faris : Gladys Heldman
- 2018 : Ralph 2.0 (Ralph Breaks The Internet) : Vanellope von Schweetz (voix Originale)
- 2022 : Marry Me de Kat Coiro : Parker Debbs
- 2023 : Maestro de Bradley Cooper : Shirley Bernstein

### Comme scénariste
- 1997 : The 39th Annual Grammy Awards (TV)
- 2005 : Sarah Silverman: Jesus is Magic
- 2006 : Sarah Silverman Comedy Central Pilot (TV)
- 2017 : Sarah Silverman: A Speck of Dust (Netflix)

### Comme productrice
- 1997 : Who's the Caboose?

### Comme compositeur
- 2005 : Sarah Silverman: Jesus is Magic

## Voix françaises
- Dorothée Pousséo[91] dans :
  - Les Mondes de Ralph (voix) 
  - Ralph 2.0  (voix) 
  - Disney Infinity  (voix)

- Laurence Sacquet[91] dans :
  - Greg the Bunny (série télévisée)
  - Maestro

- Laëtitia Godès[91] dans : 
  - Monk (série télévisée)
  - The Good Wife (série télévisée)

Et aussi
- Brigitte Aubry dans Le Célibataire
- Edwige Lemoine dans Rock Academy
- Stéphanie Hédin dans Funny People[91]
- Regine Teyssot dans Les Simpson (voix)
- Béatrice de La Boulaye dans Louie (série télévisée)
- Sandrine Cohen dans Albert à l'ouest[91]
- Myriem Akheddiou dans Masters of Sex (série télévisée)
- Anouck Hautbois dans Popstar : Célèbre à tout prix[91]
- Hélène Bizot dans Crashing[91]
- Véronique Volta dans Battle of the Sexes

### Vidéos musicales
| An   | Titre                                                           | Artiste                                      | Ref.   |
| ---- | --------------------------------------------------------------- | -------------------------------------------- | ------ |
| 2005 | Give the Jew Girl Toys                                          | Sarah Silverman                              |        |
| 2006 | Rise Up with Fists!!                                            | Jenny Lewis et les Watson Twins              |        |
| 2008 | I'm Fucking Matt Damon                                          | Sarah Silverman avec Matt Damon              |        |
| 2009 | Death to All But Metal                                          | Steel Panther                                |        |
| 2011 | This Party Took a Turn for the Douche                           | Garfunkel and Oates                          |        |
| 2013 | We Do Not Belong                                                | Amie voyante                                 |        |
| 2013 | Perfect Night                                                   | Sarah Silverman avec will.i.am               |        |
| 2013 | Diva                                                            | Sarah Silverman                              |        |
| 2015 | No Cities to Love                                               | Sleater-Kinney                               |        |
| 2015 | Save Dat Money                                                  | Lil Dicky                                    |        |
| 2016 | Don't Wanna Know                                                | Maroon 5                                     | [ 92 ] |
| 2018 | Girls Like You (Original, Volume 2 and Vertical Video versions) | Maroon 5 featuring Cardi B                   | ,      |
| 2019 | Video Killed the Radio Star                                     | Walk off the Earth featuring Sarah Silverman |        |
| 2020 | Imagine (Quarantine Edition)                                    | Artists for We Are One                       | [ 96 ] |
| 2020 | Eat It (We're All In This Together)                             | David Cross featuring "Weird Al" Yankovic    | [ 97 ] |

### Jeux vidéo
| Année | Titre                               | Rôle                          | Remarques |
| ----- | ----------------------------------- | ----------------------------- | --------- |
| 2012  | Les Mondes de Ralph                 | Vanellope Von Schweetz (voix) |           |
| 2013  | Disney Infinity                     | Vanellope Von Schweetz (voix) |           |
| 2014  | Disney Infinity: Super héros Marvel | Vanellope Von Schweetz (voix) |           |
| 2015  | Disney Infinity 3.0                 | Vanellope Von Schweetz (voix) |           |

## Discographie

### Albums
| An   | Titre                                                              | Label                      | Formats                      |
| ---- | ------------------------------------------------------------------ | -------------------------- | ---------------------------- |
| 2006 | Jesus is magic                                                     | Enregistrements Interscope | CD, téléchargement           |
| 2010 | Songs of the Sarah Silverman Program: From Our Rears to Your Ears! | Comedy Central Records     | CD, téléchargement           |
| 2014 | We Are Miracles                                                    | Enregistrements Sub Pop    | CD, LP, Ltd. LP, Télécharger |
| 2017 | A Speck of Dust                                                    | Netflix                    | 2 × LP                       |

### Spectacles comiques
| An   | Titre           | Studio                                                                                    | Formats                        |
| ---- | --------------- | ----------------------------------------------------------------------------------------- | ------------------------------ |
| 2006 | Jesus Is Magic  | Roadside Attractions (Theatrical) / Showtime (TV) / Vivendi Entertainment/Lionsgate (DVD) | DVD, streaming, téléchargement |
| 2013 | We Are Miracles | HBO (TV / DVD)                                                                            | DVD, streaming, téléchargement |
| 2017 | A Speck of Dust | Netflix                                                                                   | Diffusion                      |

### Singles
| An   | Titre                                                     | Label                            | Formats                     |
| ---- | --------------------------------------------------------- | -------------------------------- | --------------------------- |
| 2005 | Give the Jew Girl Toys                                    | Interscope Records               | Téléchargement              |
| 2009 | Alan Cohen Experience: Your Mother Should Know            | The Beatles Complete sur Ukulele | Téléchargement              |
| 2017 | 7-Inches for Planned Parenthood: Untitled (Live at Largo) | 7-Inches For™, LLC               | Vinyle rose, Téléchargement |
| 2019 | Video Killed the Radio Star w/ Walk off the Earth         | ℗Walk off the Earth ENT.         | Téléchargement              |

### Livres audio
| An   | Titre                                                         | Label        | Formats            |
| ---- | ------------------------------------------------------------- | ------------ | ------------------ |
| 2010 | The Bedwetter: Histoires de courage, de rédemption et de pipi | Harper Audio | CD, téléchargement |

### Bandes sonores
| An   | Titre                                                  | Pistes                                            | Label                   | Formats            |
| ---- | ------------------------------------------------------ | ------------------------------------------------- | ----------------------- | ------------------ |
| 2002 | Crank Yankers: The Best Uncensored Crank Calls, Vol. 1 | Jimmy & Jimmy's Mom: Penis Pump                   | Comedy Central Records  | CD, téléchargement |
| 2002 | Crank Yankers: The Best Uncensored Crank Calls, Vol. 2 | Hadassah Guberman: Nanny Job" / "Waste Management | Comedy Central Records  | CD, téléchargement |
| 2003 | Crank Yankers: The Best Uncensored Crank Calls, Vol. 3 | Hadassah: Lost $25 Chip                           | Comedy Central Records  | CD, téléchargement |
| 2005 | The Aristocrats                                        | A Glimpse of the Divine                           | Enregistrements V2      | CD, téléchargement |
| 2011 | Les Muppets                                            | Party of One                                      | Disques Walt Disney     | CD, téléchargement |
| 2017 | The Bob's Burgers Music Album                          | Pistes 52, 65 et 72                               | Enregistrements Sub Pop | CD, téléchargement |
| 2018 | Ralph Breaks the Internet                              | Une course à l'abattage                           | Disques Walt Disney     | CD, téléchargement |

## Livres
- The Bedwetter: Stories of Courage, Redemption, and Pee, Faber & Faber, 2010, 240 p. (ISBN 978-0-571-25126-1)

## Récompenses et nominations
| Année | Prix                                                  | Catégorie                                                                 | Œuvre                                     | Résultat   |
| ----- | ----------------------------------------------------- | ------------------------------------------------------------------------- | ----------------------------------------- | ---------- |
| 2004  | Teen Choice Awards                                    | Méchant de film                                                           | School of Rock                            | Nomination |
| 2008  | Writers Guild of America Award                        | Nouvelle série la mieux écrite                                            | The Sarah Silverman Program               | Nomination |
| 2008  | GLAAD Media Award                                     | Série comique exceptionnelle                                              | The Sarah Silverman Program               | Nomination |
| 2008  | 60e Primetime Emmy Awards                             | Meilleur programme de divertissement live format court                    | The Sarah Silverman Program               | Nomination |
| 2008  | 60e Primetime Emmy Awards                             | Meilleure actrice dans une série comique                                  | Moine                                     | Nomination |
| 2008  | 60e Primetime Emmy Awards                             | Meilleures musique originale et paroles                                   | Jimmy Kimmel Live! I'm F**king Matt Damon | Lauréat    |
| 2009  | 61e Primetime Emmy Awards                             | Meilleure actrice principale dans une série comique                       | The Sarah Silverman Program               | Nomination |
| 2012  | L'Alliance des Femmes Journalistes cinématographiques | Meilleure Animation Féminine                                              | Les Mondes De Ralph                       | Nomination |
| 2013  | Visual Effects Society Award                          | Meilleur personnage animé dans un long métrage d'Animation Motion Picture | Les Mondes De Ralph                       | Nomination |
| 2013  | Dorian Prix                                           | Humour de l'Année                                                         | Humour de l'Année                         | Nomination |
| 2014  | American Comedy Awards                                | Meilleure spectacle de comédie de l'Année                                 | Sarah Silverman: We Are Miracles          | Nomination |
| 2014  | 66e Emmy Awards                                       | Meilleur spectacle comique                                                | Sarah Silverman: We Are Miracles          | Nomination |
| 2014  | 66e Emmy Awards                                       | Meilleure écriture pour un spectacle comique                              | Sarah Silverman: We Are Miracles          | Lauréat    |
| 2015  | La 57e cérémonie des Grammy Awards                    | Meilleur album comique                                                    | Sarah Silverman: We Are Miracles          | Nomination |
| 2015  | Writers Guild of America Award                        | Comédie/Variété – Spectacles                                              | Sarah Silverman: We Are Miracles          | Nomination |
| 2015  | Seymour Cassel Prix                                   | Meilleure performance à l'écran                                           | I Smile Back                              | Lauréat    |
| 2015  | Washington DC Area Film Critics Association Awards    | Meilleure Actrice                                                         | I Smile Back                              | Nomination |
| 2015  | Screen Actors Guild Award                             | Meilleure performance d'une actrice dans un Rôle principal                | I Smile Back                              | Nomination |
| 2017  | 69e Primetime Creative Arts Emmy Awards               | Meilleur spectacle                                                        | Sarah Silverman: A Speck of Dust          | Nomination |
| 2017  | 69e Primetime Creative Arts Emmy Awards               | Meilleure écriture pour un spectacle comique                              | Sarah Silverman: A Speck of Dust          | Nomination |
| 2018  | 60e cérémonie des Grammy Awards                       | Meilleur album comique                                                    | Sarah Silverman: A Speck of Dust          | Nomination |